# Portugalské námořnictvo
Portugalské námořnictvo (portugalsky Marinha de Guerra Portuguesa) je námořní složkou portugalských ozbrojených sil.

## Historie

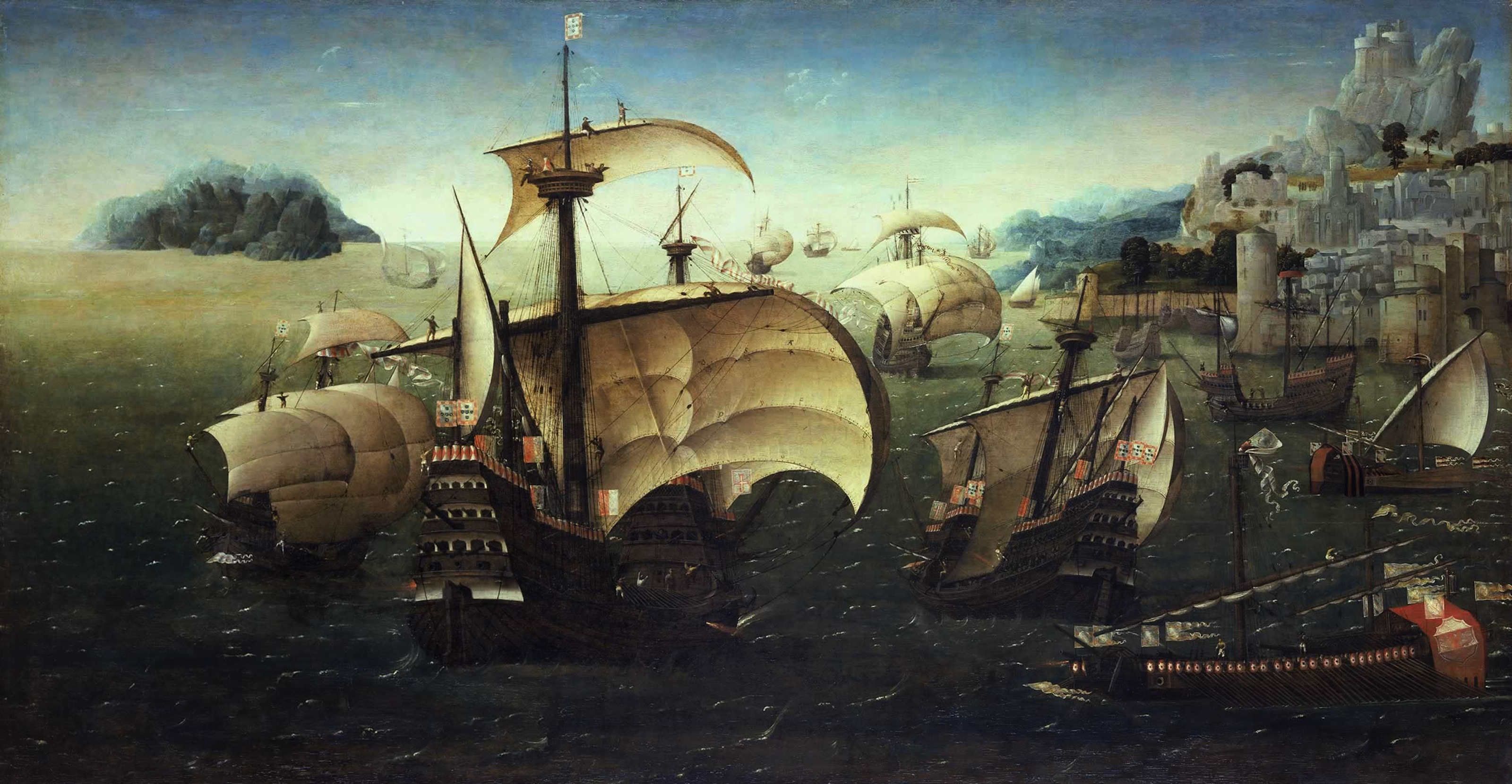
Portugalská karaka

Na přelomu středověku a novověku bylo Portugalsko námořní velmocí a kontrolovalo rozsáhlé oblastí afrického a jihoasijského pobřeží a posléze i rozsáhlé oblasti dnešní Brazílie. Jeho velmocenské postavení však postupem času upadalo, neboť relativně malá mateřská země nedokázala vážně konkurovat ostatním námořním velmocem s mnohem větším zázemím, zejména Španělsku, Holandsku, Francii a Anglii.
V první světové válce bojovalo Portugalsko na straně Dohody. Za druhé světové války zůstalo Portugalsko neutrální. V roce 1949 se Portugalsko stalo zakládajícím členem NATO.
Roku 2006 mělo portugalské námořnictvo v bojové službě celkem 18 plavidel včetně jedné ponorky.
Před jménem lodi se uvádí zkratka N.R.P., což znamená Navio da República Portuguesa. Pomocné lodi mají před jménem U.A.M. – Unidade Auxiliar da Marinha.

## Složení

### Fregaty

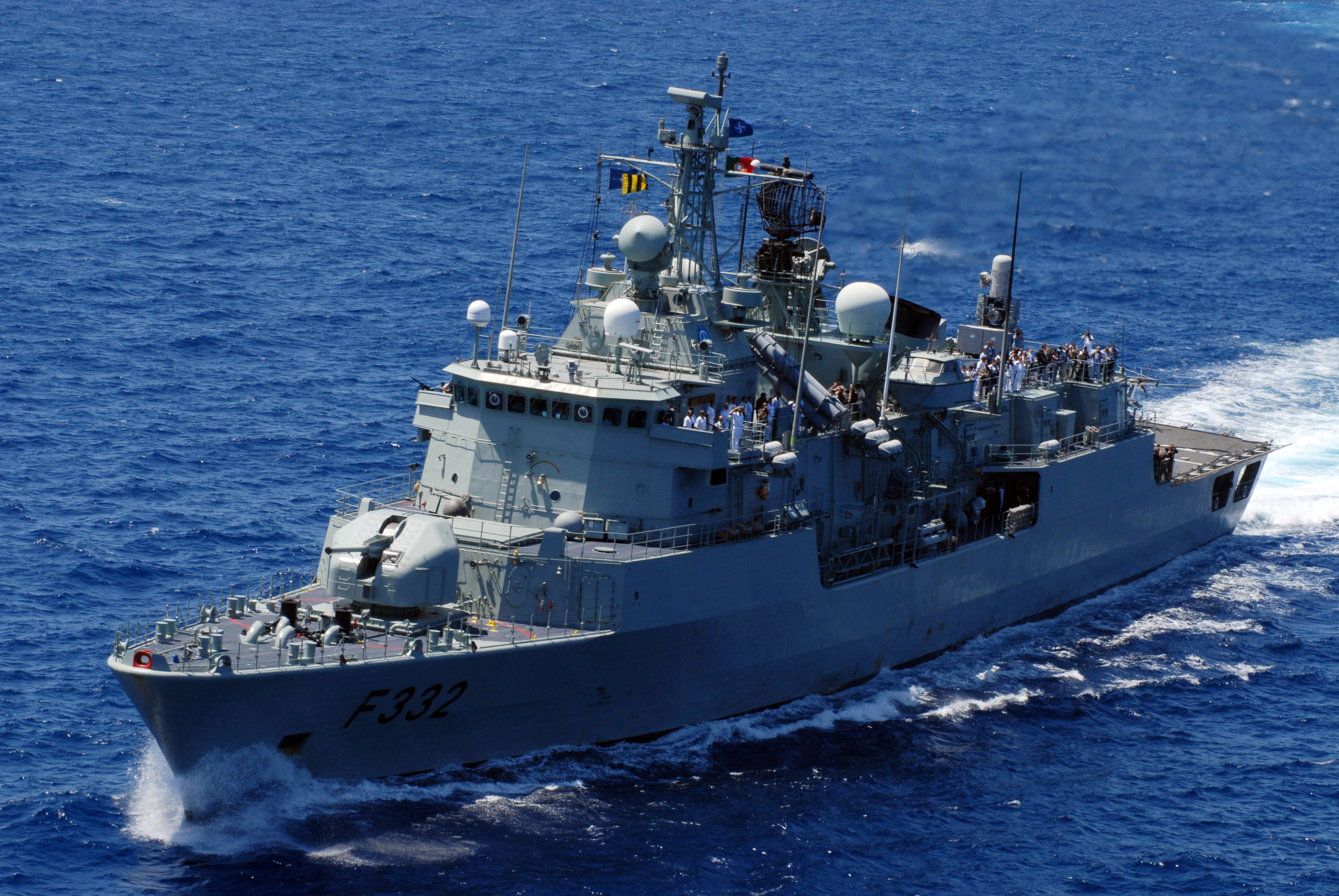
Fregata Corte-Real (F332)

- Třída Vasco da Gama – německý typ MEKO 200 PN
  - Vasco da Gama (F330)
  - Álvarez Cabral (F331)
  - Corte-Real (F332)

- Třída Bartolomeu Dias – nizozemská třída Karel Doorman
  - Bartolomeu Dias (F333)
  - Dom Francisco de Almeida (F334)

### Korvety
- Třída Baptista de Andrade
  - João Roby (F486)

- Třída João Coutinho
  - António Enes (F471)

### Ponorky

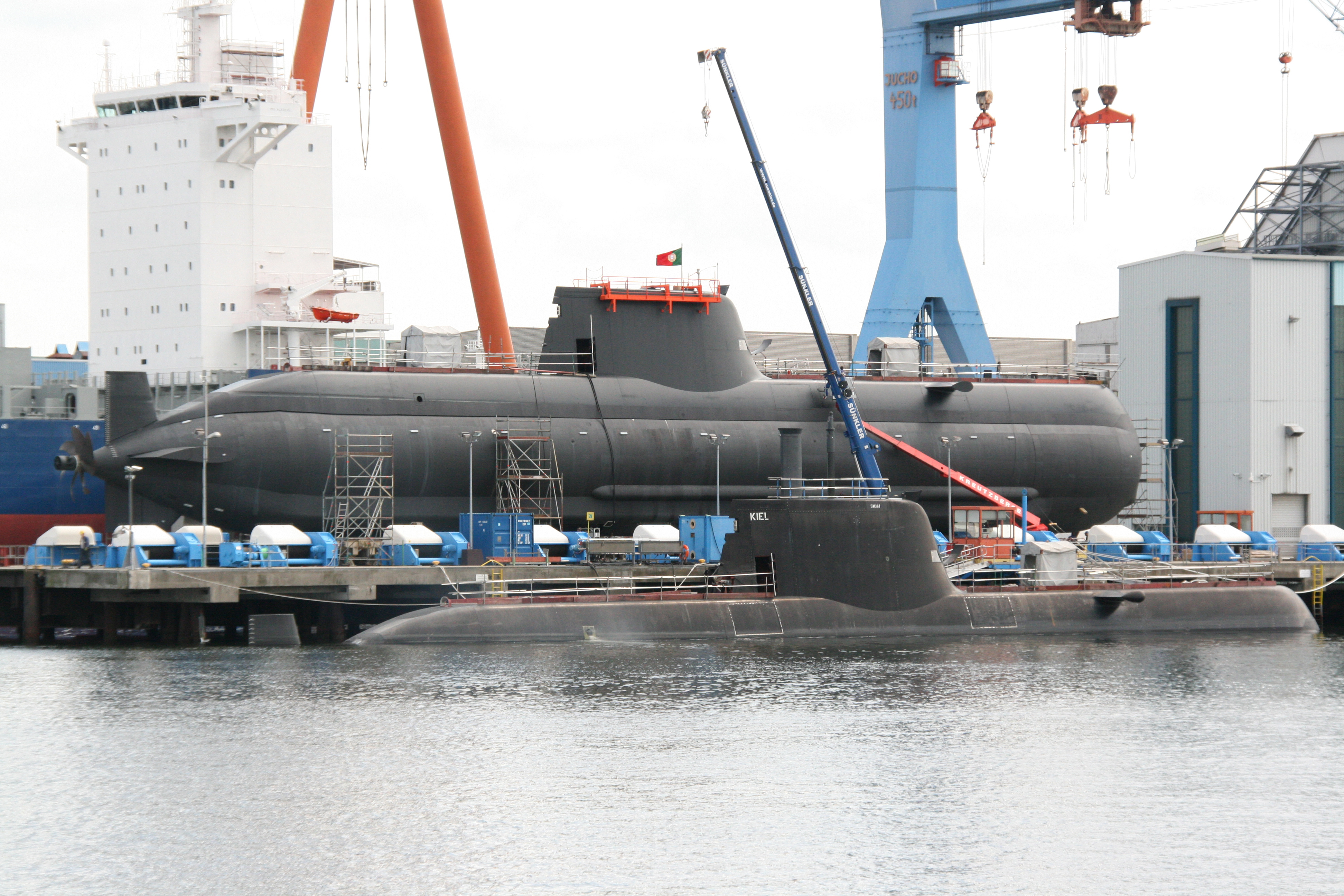
Nahoře portugalská ponorka Tridente (S167) a dole řecká ponorka Papanikolis (S-120)

- Tridente – německý typ 214
  - Tridente (S167)
  - Arpão (S168)

### Hlídkové lodě

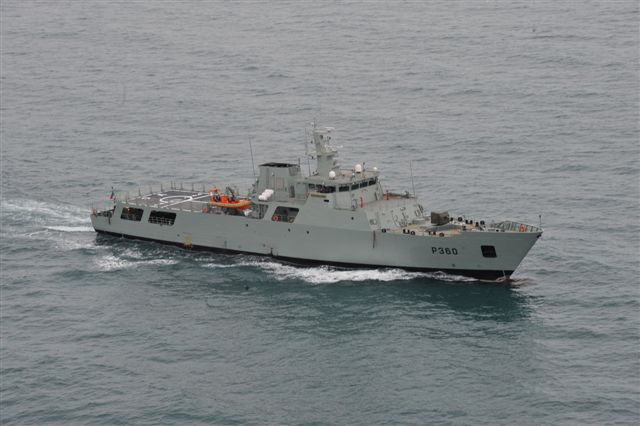
Oceánská hlídková loď Viana do Castelo (P360)

- Třída Viana do Castelo (3 ks)
- Třída Centauro (4 ks)
- Třída Argos (5 ks)
- Třídy Cacine (4 ks)
- Třída Albatroz (2 ks)
- Rio Minho (P370)

## Plánované akvizice
- Třída Viana do Castelo (6 ks) – Oceánských hlídkových lodí
- Bojové podpůrné lodě (2 ks) – od turecké společnosti STM.[1]
- Dom João II – Víceúčelová podpůrná loď typu Damen MPSS 7000. Plavidlo bude používáno pro sledování oceánů, průzkum oceánů, pomoc při živelních pohromách a humanitární mise v rámci programu Plataforma Naval Multifuncional (znamená Multifunkční Námořní Platforma) a poslouží jako mateřská loď pro různé druhy leteckých, hladinových a podmořských dronů. Plavidlo postaví nizozemská společnost Damen Group. Dokončení je plánováno na rok 2026.[2][3]